# Tommy Holmestrand
Tommy Holmestrand, ursprungligen Karlsson, född 24 januari 1936 i Vårgårda, död 29 augusti 2022 på Lidingö, var en svensk friidrottare (medeldistanslöpning). Han tävlade inhemskt för i tur och ordning moderklubben Vårgårda IK, IFK Borås, IK Huge (Gävle) och till slut IFK Lidingö. Han blev svensk juniormästare på 800 meter 1956 och vann SM-guld för seniorer på 1 500 meter år 1962 samt i stafett 4 x 1 500 meter åren 1961 och 1962.